# Epictinae
Sous-famille
Les Epictinae sont une sous-famille de serpents de la famille des Leptotyphlopidae.

## Répartition
Les espèces de cette sous-famille se rencontrent en Amérique et en Afrique.

## Liste des genres
Selon The Reptile Database (25 nov. 2011) :
- Epictia Gray, 1845
- Mitophis Hedges, Adalsteinsson & Branch, 2009
- Rena Baird & Girard, 1853
- Rhinoleptus Orejas-Miranda, Roux-Estève & Guibé, 1970
- Siagonodon Peters, 1881
- Tetracheilostoma Jan, 1861
- Tricheilostoma Jan, 1860
- Trilepida Hedges, 2011

## Publication originale
- Adalsteinsson, Branch, Trape, Vitt & Hedges, 2009 : Molecular phylogeny, classification, and biogeography of snakes of the Family Leptotyphlopidae (Reptilia, Squamata). Zootaxa, no 2244, p. 1–50 (texte intégral).